# Félix Julien Jean Bigot de Préameneu
Pour les articles homonymes, voir Bigot de Préameneu et Bigot.
Félix Julien Jean Bigot de Préameneu (26 mars 1747 à Rennes - 31 juillet 1825 à Paris) est un juriste et homme politique français. Il est l'un des quatre juristes auteurs du Code civil français rédigé sur demande de Napoléon, au tout début du XIXe siècle.

## Biographie
Né à Rennes, dans une famille de la noblesse de robe. Son père, Jean François Michel Bigot, sieur de Préameneu, docteur agrégé de la faculté de Rennes, est avocat au parlement de Bretagne, et son parrain, Jean Martin, écuyer, sieur du Boistaillé, conseiller à la sénéchaussée présidiale de Rennes.
Il est avocat au parlement de Bretagne, puis au parlement de Paris avant la Révolution, puis député en 1791 à l'Assemblée législative.
Il y professe des opinions modérées, siégeant parmi les défenseurs de Louis XVI, et s'éloigne de la politique parlementaire après la Commune, devenant alors juge sous la Constituante et le Directoire.
Sous le Consulat, il est nommé commissaire du gouvernement près le tribunal de cassation. Nommé en 1802 président de la section de législation au conseil d'État, il concourt activement, avec l'autre juriste de pays d'oïl, le Parisien Tronchet, et deux juristes de pays d'oc, le Provençal Portalis et l'Aquitain Maleville, à la rédaction du Code Napoléon, l'actuel Code civil, première synthèse écrite compilée des droits jusque-là surtout coutumiers des régions de langues d'oïl et surtout écrit voire "ecclésial" des régions de langues d'oc...
Il est nommé membre de l'Académie française en 1803.
En 1808, il remplace Portalis comme ministre des Cultes, fonction qu'il conserve jusqu'à la Restauration.
Il est fait comte d'Empire le 24 avril 1808 et pair de France pendant les Cent-Jours. Il meurt le 31 juillet 1825 à Paris et est inhumé au cimetière du Père-Lachaise (14e division).
Une rue porte son nom à Rennes, sa ville natale, dans le quartier de Sainte-Thérèse, au sud de la Vilaine et des gares ferroviaire et routière.

## Famille
Le 20 juillet 1779 , il épouse, en l'église Saint-Étienne de Rennes, Eulalie Marie Renée Barbier, morte en 1836, fille d'Aimé François Barbier, négociant, associé dans la compagnie des Indes et doyen des échevins de Rennes, et de Jeanne Dufour. Elle est la sœur de Gaspard Barbier.
Leur fille aînée, Eulalie Jeanne Marie Félicité (22 septembre 1781 ✝ 13 avril 1866 - Paris), épouse Étienne Sauret, puis André Jean Simon Nougarède de Fayet (20 septembre 1765 - Montpellier ✝ 20 août 1845 - Paris), baron d'Empire. Leur fille Eugénie épouse le comte (Louis) Henri de Janzé (1784-1869), conseiller d'État.

## Armoiries
| Figure | Blasonnement |
|        | Armes du comte Bigot de Préameneu et de l'Empire De sable, à trois têtes de léopard d'or languées de gueules, 2 et 1 ; au canton des Comtes Ministres brochant., |
|        | Armes des Bigot de Préameneu, reprises en 1814 De sable, à trois têtes de léopard d'or, lampassées de gueules. Devise: TOUT DE PAR DIEU.                         |

1. ↑  Alcide Georgel, Armorial de l'Empire français : L'Institut, L'Université, Les Écoles publiques, 1870 (lire en ligne)
2. ↑  Nicolas Roret, Nouveau manuel complet du blason ou code héraldique, archéologique et historique : avec un armorial de l'Empire, une généalogie de la dynastie impériale des Bonaparte jusqu'à nos jours, etc..., Encyclopédie Roret, 1854, 340 p. (lire en ligne)
3. ↑  Jean-Baptiste Rietstap, Armorial général, t. 1 et 2, Gouda, G.B. van Goor zonen, 1884-1887